# Australina pusilla
Australina pusilla là loài thực vật có hoa trong họ Tầm ma. Loài này được (Poir.) Gaudich. mô tả khoa học đầu tiên năm 1830.